# 嘎哩胡同
嘎哩胡同是位于中华人民共和国北京市西城区东部的一条胡同。现已无存。

## 简介
嘎哩胡同北起西绒线胡同，南端西折至宣武门内大街。清朝称“噶礼儿胡同”，因康熙年间的两江总督噶礼在此居住，故得名。后来谐音为“嘎哩胡同”。《京师坊巷志稿》载：“康熙时两江总督噶礼居此，后以罪诛，地仍其名。”
据传说，噶礼家资巨万，曾用金丝为母亲做过一顶蚊帐，但他母亲信仰佛教，并不认为他好。当时的一位清官张伯行上疏参劾噶礼，被噶礼反告，形成噶禮與張伯行互參案。由于张伯行是汉人，康熙帝不问噶礼的罪，反将张伯行下狱。民众赴畅春园为张伯行请命，更加激怒康熙帝。此时，噶礼的母亲以贵戚身份入宫向皇后请安，见到了康熙帝。康熙帝乃询问噶礼的表现，其母据实述说，并为张伯行鸣冤。于是，康熙帝将噶礼革职。后来，噶礼被处决。噶礼的母亲后来变穷，以织丝为生，自食其力。
2000年代，该胡同被拆除。其址建起了天安天地、北京西单美爵酒店等建筑。